# ستوخوو
ستوخوو (به لاتین: Stochov) یک منطقهٔ مسکونی در جمهوری چک است که در شهرستان کلادنو واقع شده‌است. ستوخوو ۵٬۵۴۲ نفر جمعیت دارد.

## خواهرخوانده
شهر زارولینگن خواهرخواندهٔ ستوخوو هست.